# Sympetrum striolatum
Sympetrum striolatum é uma libélula da família Libellulidae nativa da Eurásia, também conhecidas como Darter. É comum encontra-la este tipo de libélula na Europa, estão presentes numa grande variedade de massas de água, mas para reprodução essa espécie prefere locais com águas paradas, calmas. Os adultos são normalmente vistos voando de junho até novembro e algumas vezes no mês de dezembro. Os registros indicam que esta é a espécie mais comum e mais difundida Sympetrum na Irlanda. Na costa leste existem provas de que a imigração é frequentemente vista em zonas costeiras que não têm áreas de nidificação adequadas.

## Aparência
Fêmeas tem no tórax e no abdomem uma cor amarelada. Os machos vão ficado vermelhos à medida que se desenvolvem. Fêmeas escurecem com a idade, adquirindo uma coloração chocolate castanho escuro, e às vezes desenvolvem uma coloração azul para a parte inferior do abdômen. As asas também vão escurecendo com o passar do tempo, ficando amarronsadas. Mas em todos os casos existem faixas amareladas nos pés sobre um fundo preto, essa característica é importante para diferenciar a espécie de outras como a Ruddy Darter S. Sanguineum, bastante semelhante à Sympetrum striolatum